# Saint-Jean-de-Nay

Saint-Jean-de-Nay este o comună în departamentul Haute-Loire, Franța. În 2009 avea o populație de 389 de locuitori.